# Bukowno
Bukowno ist eine Kleinstadt und Stadtgemeinde in der Woiwodschaft Kleinpolen in Polen.

## Geographie
Die Stadt liegt im Süden des Powiats Olkuski. Die Höhe reicht von 270 m über dem Meeresspiegel im Norden und Westen bis zu 400 m im Südosten sowie beim Stadtteil Podlesie. Durch die Stadt fließt der Fluss Sztoła.

### Ausdehnung des Stadtgebiets
Das Stadtgebiet mit einer Fläche von 63,42 km² hat eine Nord-Süd-Ausdehnung von 7,4 und eine Ost-West-Ausdehnung von 13,2 Kilometern.

### Stadtgliederung
Zur Stadt gehören die Stadtteile Centrum Północ (nördliches Zentrum), Centrum Południe (südliches Zentrum), Bór mit Przeń, Podlesie, Wodąca, Stare Bukowno mit Przymiarki. Der südliche Teil der Stadt gehört zum Naturschutzgebiet Dolinki Krakowskie.

### Nachbargemeinden
Im Norden grenzt die Landgemeinde Bolesław, im Osten die Landgemeinde Olkusz, im Süden die Stadtgemeinde Trzebinia, im Südwesten die Stadtgemeinde Jaworzno und im Nordwesten die Stadt- und Landgemeinde Sławków.

### Klima
Die jährliche durchschnittliche Temperatur liegt bei 7,1 °C mit dem Juli als wärmstem und dem Januar als kältestem Monat. Die jährliche Niederschlagsmenge liegt bei etwa  832 mm.

## Geschichte
1402 wurde Starczynowie, heute ein Stadtteil, erstmals urkundlich erwähnt, Bukowno folgte im Jahr 1444. Der Name Bukowno leitet sich vom polnischen Wort für Buche buk ab, da in der Umgebung zahlreiche dieser Bäume zu finden sind. Im 15. Jahrhundert begann in der Gegend die Bleigewinnung. 
Administrativ gehörten beide Dörfer zum Kreis Proszowice bzw. Kraków der Woiwodschaft Krakau im Königreich Polen (ab 1569 Adelsrepublik Polen-Litauen).
1555 errichtete Jost Ludwik Decjusz eine Bleihütte. Im späten 16. Jahrhundert unterstand Bukowno der Pfarrei in Sławków, Starczynów dagegen der Pfarrei in Olkusz.
Bei der dritten Teilung Polens wurde Bukowno 1795 Teil des habsburgischen Kaiserreichs. In den Jahren 1807–1815 gehörte das Dorf zum Herzogtum Warschau, von 1815 bis 1918 wurde es Teil Kongresspolens. 1885 wurde die Bahnlinie zwischen Dęblin und Dąbrowa durch Starczynów eröffnet, die Siedlung in der Nähe der Bahnstelle wurde jedoch nach Bukowno benannt, das ältere (Stare/Alt) Bukowno lag weiter nordwestlich. Im Jahr 1921 gab es acht Siedlungen mit Bukowno im Namen in der Gemeinde Bolesław im Powiat Olkuski der Woiwodschaft Kielce, die zusammen mit Starczynów fast 3500 Einwohner hatten. Es waren überwiegend polnische Römisch-Katholiken. 1935 erhielt der Ort Anbindung an das Schienennetz nach Szczakowa. 1938 wurde die erste unabhängige Pfarrei errichtet.
Beim Überfall auf Polen 1939 wurde das Gebiet von den Deutschen besetzt und dem Landkreis Ilkenau im neuen „Ostoberschlesien“ zugeordnet.
1950 wurde das Bergbauunternehmen Bolesław (nach dem Dorf Bolesław), gegründet, das noch heute, unter dem Namen Zakłady Górniczo-Hutnicze „Bolesław“ S.A., besteht. 1954 wurde dann wieder mit der Bleigewinnung und der Elektrolyse von Zink begonnen.
1958 wurde die Siedlung Starczynów mit Bór Biskupi und Podlesie zu einer selbständigen Ortschaft ernannt und vier Jahre später erhielt  Bukowno das Stadtrecht. Außer der Stadt blieb das Dorf Stare Bukowno (Alt-Bukowno) bzw. Bukowno-Wieś (Bukowno-Dorf), das erst 1991 nach die Stadt eingemeindet wurde.
1975 wurde der bisher zur Woiwodschaft Krakau gehörende Ort Teil der neu gebildeten Woiwodschaft Kattowitz. Seit 1999 ist Bukowno Teil der Wojewodschaft Kleinpolen.

## Religionen
Es gibt drei römisch-katholische Pfarreien des Bistums Sosnowitz. 1984 wurde die polnisch-katholische bzw. altkatholische Pfarrei aus Bolesław ausgegliedert.

## Wirtschaft und Infrastruktur

### Verkehr

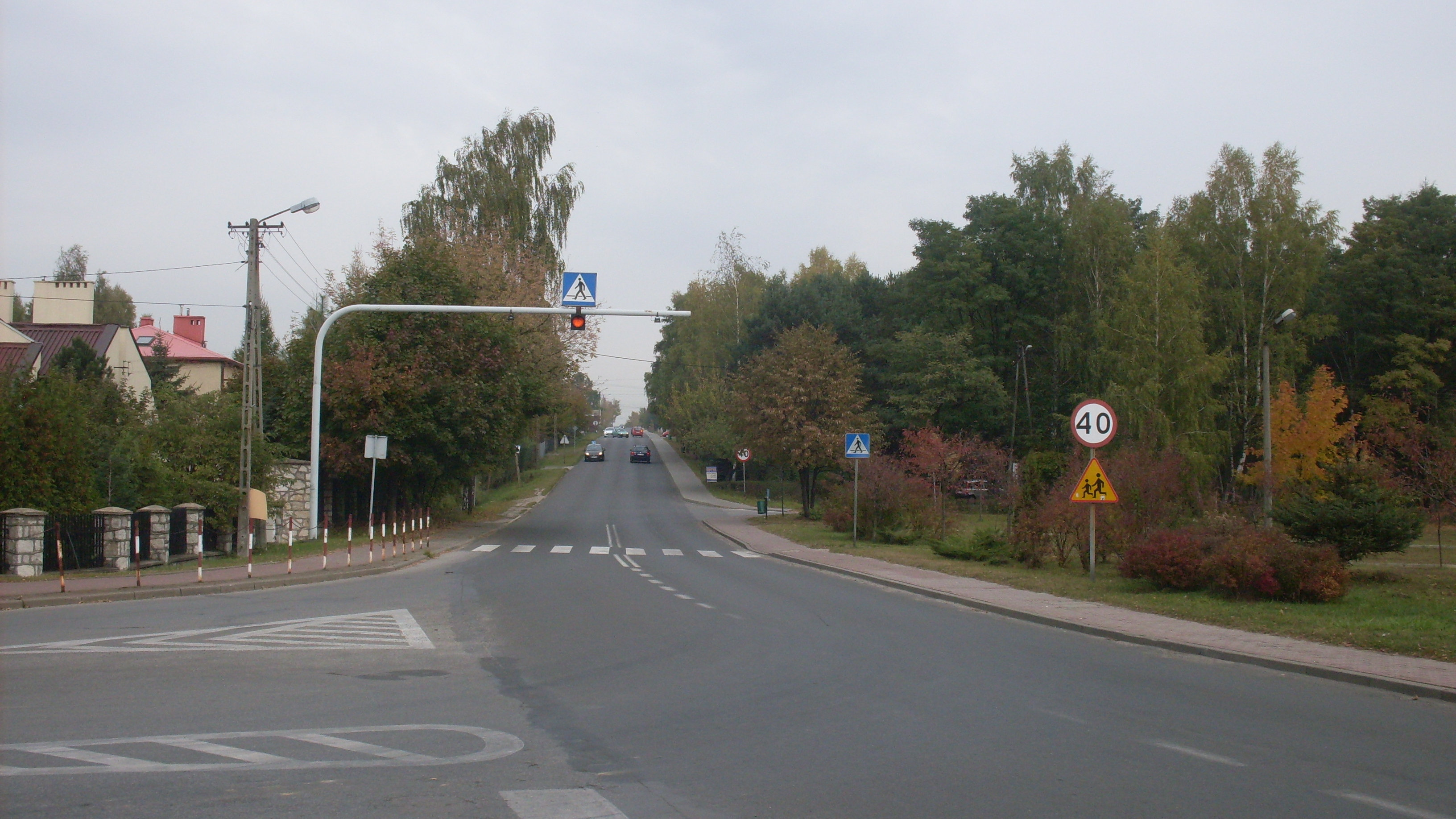
Kolejowa, die Hauptstraße der Stadt

Die nächsten internationalen Flughäfen sind der Flughafen Katowice, der etwa 36 Kilometer nordwestlich liegt, und der Flughafen Johannes Paul II. Krakau-Balice etwa 31 Kilometer südöstlich.
Weiterhin verläuft durch die Stadt die Bahnstrecke von Radom über Kielce nach Kattowitz.
Etwa vier Kilometer vom Zentrum entfernt verläuft die Landesstraße 94 von Krakau nach Dąbrowa Górnicza. Die Autostrada A 4 findet sich etwa 14 Kilometer südlich von Bukowno. Insgesamt werden 60,2 km² der Stadtgemeinde von Straßen bedeckt, davon 27,2 unter der Verantwortung der Wojewodschaft, der Rest unter der Verantwortlichkeit der Stadt.
Der Bahnhof Bukowno liegt am Abzweig der nicht mehr im Personenverkehr betriebenen Bahnstrecke Bukowno–Jaworzno von der Bahnstrecke Tunel–Sosnowiec. Auch die Linia Hutnicza Szerokotorowa führt durch die Stadt.

### Ansässige Unternehmen

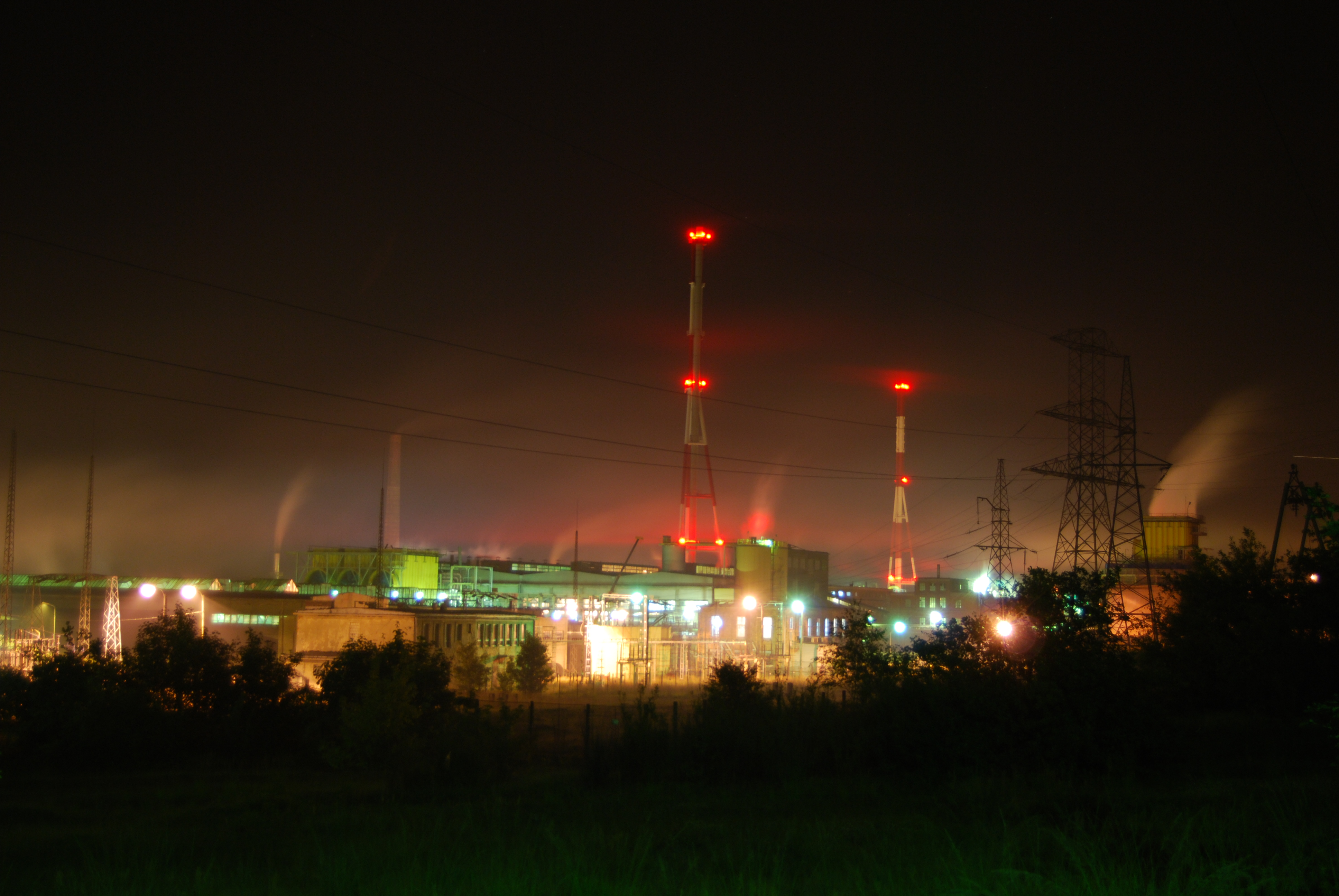
Bergbau- und Metallurgiewerk „Bolesław“

- das Bergbau- und Metallurgiewerk „Bolesław“ S.A.
- die Sandgrube „Szczakowa“ SA, die größte Sandgrube in Polen.
- das Produktions-, Industrie- und Handelsunternehmen „Diana“, ein Produzent von verschiedenen Papierwaren.
- Schneider Electric Industries Sp. z o.o., ein Produzent von elektrischen Umschaltern